# Nasikabatrachus sahyadrensis
Nasikabatrachus sahyadrensis, auch als Indischer Purpurfrosch bezeichnet, ist eine Art der Froschlurche, die in den Westghats im Südwesten Indiens vorkommt. Sie wurde erst im Jahr 2003 entdeckt und repräsentiert zusammen mit der 2017 beschriebenen Schwesterart Nasikabatrachus bhupathi die eigene Familie Nasikabatrachidae innerhalb der Amphibien.

## Name
Der wissenschaftliche Name wird vom Sanskrit-Wort nasika für Nase, dem griechischen Wort batrachus für Frosch und Sahyadri, dem einheimischen Namen des Gebirges, in dem er vorkommt, hergeleitet.

## Aussehen
Nasikabatrachus sahyadrensis ist ein relativ großer Frosch mit einem massigen Körper. Die Gesamtlänge liegt zwischen 52,8 und 89,9 Millimeter. Die Art zeigt einen deutlichen Geschlechtsdimorphismus, wobei die männlichen Frösche etwa ein Drittel kleiner sind als die Weibchen.
Der Kopf ist im Vergleich zum restlichen Körper klein und kurz. Die spitz zulaufende Nase endet in einem weißlichen Knubbel. Die Nasenlöcher sitzen seitlich weit vorne. Die relativ kleinen Augen sind wenig erhaben mit ausgeprägtem oberen Augenlid. Der Mund ist nicht sehr breit und liegt ventral. Die Männchen haben zur Verstärkung ihrer Rufe einen Kehlsack.
Die vorderen und hinteren Gliedmaßen sind im Vergleich zu anderen Fröschen kurz, sodass sich N. sahyadrensis nur krabbelnd fortbewegt. An den Außenseiten von Händen und Füßen trägt der Frosch jeweils eine weißliche wulstförmige Schwiele, die an den Füßen schaufelartig ausgeprägt ist und zum Graben benutzt wird. Zwischen den vorderen Zehen befinden sich nur andeutungsweise Schwimmhäute, dagegen sind die hinteren Zehen auf drei Viertel der Länge mit Schwimmhäuten verbunden.
Die Haut an Rücken, Kopf und den Seiten ist braun bis schwärzlich mit einem Purpurschimmer, was zum englischen Namen purple frog geführt hat. Zum Bauch hin geht die Hautfarbe in grau über.
Die Kaulquappen der Art haben einen breiten, flachen und keilförmigen Kopf mit oberseitigen Nasenlöchern, der Körper ist ebenfalls breit und flach. Die kleinen schwarzen Augen liegen dorso-lateral am Kopf und der bauchseitige Mund trägt eine Saugscheibe. Der Schwanz macht etwa zwei Drittel der Gesamtlänge aus. Die Oberseite der Kaulquappe ist dunkelbraun, die Bauchseite ist von einem silbrig-cremeweißen Ton. Der Schwanz ist von einem helleren Braun mit dunklen Flecken.

## Lebensraum und Verbreitung

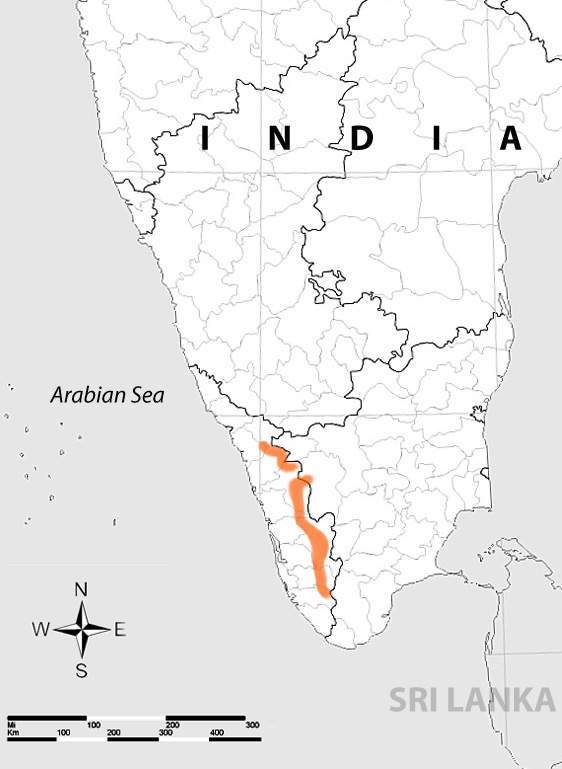
Das Verbreitungsgebiet der Art ist überwiegend im indischen Bundesstaat Kerala.

Die Frösche leben in Südwestindien in Hanglagen, aber auch in flacheren Bereichen der Westghats, und zwar auf der Ostseite des Gebirges. Die Westghats bilden hier die Grenze zwischen den Bundesstaaten Kerala und Tamil Nadu. Das bekannte Verbreitungsgebiet liegt zwischen 9,03° und 11,26° nördlicher Breite, dem Bereich der Kardamomberge und der Nilgiri-Berge beiderseits der Palakkad-Lücke, die hier die Westghats auf einer Breite von 25 bis 30 Kilometern unterbricht.
Das Habitat steht unter dem Einfluss des Südwestmonsuns, der jährlich in etwa zwischen Juni und Oktober große Regenmengen liefert. Die Art bewohnt Lagen bis 1100 Meter, ist aber auch in flacheren Bereichen ab 50 bis 60 Metern zu finden. Die Frösche leben im Sekundärwald sowie in landwirtschaftlich genutzten Zonen mit Kardamom-, Kakao- und Kaffeeplantagen. Sie benötigen lehmige Böden, in die sie ihre Erdhöhlen graben. Die Art ist endemisch.

## Lebensweise
Bis auf wenige Wochen im Jahr, in denen sich die Frösche vermehren, leben sie in selbstgegrabenen Höhlen verborgen im Boden. Sie ernähren sich vorzugsweise von Termiten. Weitere Details dieser Lebensweise sind nicht bekannt.
Die Fortpflanzung ist an den Beginn des Südwestmonsuns gekoppelt. Bei den ersten vormonsunlichen Regenschauern verlassen die Frösche ihre Erdbaue und die Männchen beginnen rufend mit der Werbung. Findet ein Froschpaar zusammen, so klammert sich das Männchen auf dem Rücken des Weibchens fest. Das Weibchen beginnt, bergauf zu steigen, bis es ein felsiges strömungsarmes Becken in einem Bach findet. Dort werden über 3000 Eier abgelegt, dabei vom Männchen besamt und flächig an den Felsen geklebt. Die weißen bis cremefarbenen Eier werden dann verlassen und die Elterntiere graben sich erneut in die Erde ein.
Die ausgeschlüpften Kaulquappen werden bachabwärts geschwemmt. Sie suchen sich dabei wasserüberströmte Felsen, etwa an kleineren Wasserfällen und saugen sich auf deren Oberfläche fest. Hier raspeln sie den oberflächlichen Bewuchs an Algen und Mikroorganismen ab. Ihre Entwicklungszeit bis zur Metamorphose dauert etwa 100 Tage und fällt in die Monsunzeit, in der die Bäche erhebliche Wassermengen führen.
Die Kaulquappen werden von der lokalen Bevölkerung „geerntet“ und als Delikatesse verzehrt.

## Bedrohungen
Es gibt verschiedene Faktoren, die den Fortbestand von N. sahyadrensis bedrohen. Durch Klimaveränderungen kann sich der Südwestmonsun deutlich abschwächen oder ausbleiben. Fortschreitende Abholzung verkleinert den Lebensraum der Frösche, ebenso wie die Umwandlung von Siedlungsgebieten in Agrarflächen. Hydrologische Projekte wie Staudämme oder Flächenentwässerungen können die Habitate nachhaltig negativ verändern. Darüber hinaus nutzt die lokale Bevölkerung die Frösche. Erwachsene Tiere werden zu medizinischen Zwecken konsumiert und die Kaulquappen werden jährlich „geerntet“ und als Delikatesse verzehrt. Die Rote Liste gefährdeter Arten der IUCN führt die Froschart seit 2004 in der Gefährdungsklasse „NT“ nearly threatend, das heißt potentiell gefährdet.

## Abstammung
Die Gattung Nasikabatrachus hat sich genetischen Untersuchungen zufolge vor etwa 100 Millionen Jahren von den anderen Arten der Froschlurche getrennt. Bis zu dieser Zeit bildeten die Seychellen, der indische Subkontinent und Madagaskar noch eine zusammenhängende Landmasse. Die Gattung ist die einzige in der Familie der Nasikabatrachidae. Die nächstverwandte Familie ist die der Seychellenfrösche (Sooglossidae), deren Mitglieder man auf den Seychellen findet. Manche Autoren ordnen Nasikabatrachus allerdings direkt in die Familie Sooglossidae ein und erkennen ihr keinen separaten Familienstatus zu.

## Entdeckung
Nasikabatrachus sahyadrensis wurde von einem indisch-belgischen Forscherteam um Franky Bossuyt (Vrije Universiteit Brussel) und S. D. Biju (Tropical Botanic Garden and Research Institute Palode, India) gefunden. Die Entdeckung wurde im Oktober 2003 bekannt.